# کلاوستهال-تسلرفلد
شهر کلاوستال-تسلرفلد در ایالت نیدرزاکسن در کشور آلمان واقع شده است.